# FaceTime
FaceTime是蘋果公司的一種視訊通話應用軟體，使用該公司自訂的通信協議，支援iOS作業系統的iPhone 4及以后、iPad (除第一代)、所有iPad Air、所有iPad mini、所有iPad Pro和iPod Touch (第四代或更新版本)與Mac OS X（版本10.6.6以上）作業系統並具有前置攝影機的 Mac 電腦。自macOS Monterey、iOS 15及iPadOS 15起支援分享連結，可以配合瀏覽器使用，適用於Android及Windows裝置。

## 歷史
FaceTime是由蘋果公司CEO喬布斯在2010年6月7日在蘋果全球研發者大會上發表的，首先支援的是新推出的iPhone 4。 隨著附有攝影機的第四代iPod Touch在2010年9月8日推出，FaceTime也加入對該裝置的支援。
軟體名稱「FaceTime」是蘋果公司向FaceTime Communications買來的，該公司售出此名稱後改名為 Actiance, Inc.
2010年9月2日宣布支援iPod Touch第四代。Mac OS X作業系統上的FaceTime則是在2010年10月20日在蘋果公司舉辦的 "Back to the Mac" 媒體發布會上發表的，最初還是beta測試版。 2011年2月24日脫離beta階段，開始在Mac App Store以0.99 美元（或0.69 英鎊）的價格販售正式版。蘋果表示，此軟體本來打算免費，但受限於2002年的萨班斯-奥克斯利法案，無法未經有償的會計衡量而在已售出的產品中開啟未公佈的新功能 。蘋果伺服器用的beta版仍屬免費。到了Mac OS X Lion(10.7) 版本中則已內建無需額外費用。2011年3月2日宣佈FaceTime也支援新的iPad 2，並可使用前置或後置攝影鏡頭。
2021年6月7日網頁版連同macOS Monterey、iOS 15及iPadOS 15發佈，使用上述作業系統的蘋果裝置能夠分享FaceTime連結予他人，網頁版可配合瀏覽器使用，適用於Android及Windows裝置。

## 實作
FaceTime可在iPhone 4或4S，iPod Touch第四代，iPad第二代，iPad (第三代)，或Mac OS X的蘋果電腦上使用，舊版本的設備上則未支援，除非破解。FaceTime不支援非蘋果的裝置，也不能與其他視訊電話系統相連。在2011年初推出內建高畫質攝影機的Macbook Pro新機型起配合有高畫質（HD）FaceTime，但須與其它Mac版FaceTime之間相互通訊時才能使用高畫質，如雙方攝影機不同，不支援的方向降為一般畫質。接收高畫質視訊一方的下載頻寬需要至少1 Mbps，相對的，傳送高畫質視訊一方也需要相同的上傳頻寬，因此，在雙向高畫質通訊時，同時需要至少1 Mbps上傳頻寬加上1 Mbps下載頻寬。
在iOS 7之前的iOS版本中，iPhone上的FaceTime不是獨立的應用程式，而是直接在電話功能中進行操作：在打電話時可以按FaceTime圖示（圖形如攝影機）來啟動FaceTime功能。FaceTime圖示所在的位置原來是電話保留功能，此功能改與靜音圖示合併（持續按住靜音一段時間則為保留）。 此外，也可以由聯絡人中直接發起FaceTime視訊通話。
由於清晰的視訊通話需要較高的上下行傳輸頻寬，蘋果考慮到現有電信網路的狀況，在使用iOS 5或之前的iPhone上的FaceTime必須使用WiFi網路，不能使用3G數據網路例如UMTS／HSPA、EVDO。 雖然現存第三方軟體可破除此限制，但須先對iPhone進行越狱。2012年6月11日举行的蘋果全球研發者大會上，苹果公司iOS软件高级副总裁Scott Forstall表示，Facetime在iOS 6中将可用于行動數據中。iOS 6正式推出后，FaceTime在iPhone 4S、iPhone 5和具有行動數據功能的第三代iPad上開始支持行動數據。

## 費用
iPhone上的FaceTime软件本身雖然不收費，但除了要利用WIFI網路，這部份需自行考量所用WIFI是否需額外費用之外，還有一些較不容易被查覺的費用：開通 FaceTime 需要發送國際簡訊至英國（國碼 +44）蘋果公司作門號認證，可能產生國際簡訊費用，但台灣與香港一些主要行動電信業者也可能豁免在本網之內（非漫遊）開通或首次開通的費用。但當在設定中關閉FaceTime功能後重開、手機重置或復原、更換SIM卡、認證失敗等情況時，會需要再行簡訊認證。雖然FaceTime利用WIFI作視訊通話，但每次要接通視訊通話時的少量認證資料，在3G存在時會優先使用3G行動數據網路傳輸予受話方。

## 標準
FaceTime的通信協定之中用到了多種開放式業界標準
包括：
- H.264與AAC – 分屬視訊與音訊的編解碼
- SIP – IETF關於VoIP的信號協定
- STUN,TURN與ICE – IETF關於穿越防火牆與NAT 網路地址轉換的技術
- RTP和SRTP – IETF關於VoIP傳遞即時加密媒體串流的標準

在2010年6月iPhone 4上市時，賈伯斯承諾蘋果會立即開始與相關標準化組織一同工作，以促使FaceTime通信協定成為開放標準，但迄今還未見任何標準化組織審批。由於蘋果還未釋出這一服務的技術規範，對該承諾進行的工作仍屬不明。一种可能的解释是，由于苹果在一场专利诉讼中被判侵犯了VirnetX公司在2002年和2009年所注册的两项专利，因此不得不中断使FaceTime成为开放标准的努力。目前FaceTime並不支援任何非蘋果公司的裝置。
雖然FaceTime是基於開放式標準，但FaceTime服務的用戶端需要授權許可。 也就是說，即使這一通信協定成為開放式標準，但接取蘋果FaceTime服務的權限仍由蘋果掌控。

## 使用限制
中东国家阿拉伯联合酋长国出售的 iPhone 无法使用 FaceTime 功能。
中國大陸出售的 iPhone 与支持蜂窝网络的 iPad，即型号包含CH/A的機型，FaceTime 音频、FaceTime 群聊与通过 FaceTime 应用创建与加入 FaceTime 链接功能無法使用，亦无法接听FaceTime Audio呼叫(iOS 7 Beta 5 中被移除)。FaceTime視訊通話不受影響，不过用户在此类通话无法关闭摄像头。有指因為3家電信業者不希望用戶採用免費的VoIP通話，所以向苹果施压遮蔽FaceTime Audio功能。

## 附註與參考資料
1. ↑  FaceTime Communications. .   [2010-06-07]. （原始内容存档于2010-06-09）. Apple has announced that it will use 'FaceTime' as the trademark for its new video calling application.  Our agreement with Apple to transfer the FaceTime trademark to them comes as we are rebranding our company to better reflect our capabilities. We will be announcing a new name in the coming months.
2. ↑  .   [2011-12-31]. （原始内容存档于2012-02-02）.
3. ↑  . Softpedia.（页面存档备份，存于） - link within last sentence "The page provides access to FaceTime 0.9 Build 92 version".
4. ↑  . 蘋果支援網站.   [2021-11-07]. （原始内容存档于2022-05-08）.
5. ↑  .   [2011-12-31]. （原始内容存档于2019-10-16）.
6. ↑  .   [2011-12-31]. （原始内容存档于2019-10-16）.
7. ↑  .   [2011-12-31]. （原始内容存档于2012-03-14）.
8. ↑  啟動Facetime需要收費[永久]
9. ↑  .   [2011-12-31]. （原始内容存档于2011-12-26）.
10. ↑  Daniel Eran Dilger. . AppleInsider. 2010-06-08  [2010-06-09]. （原始内容存档于2010-06-11）.
11. ↑  Susan Decker. . Bloomberg Business. 2012-11-08  [2015-05-24]. （原始内容存档于2015-05-26）.
12. ↑  Josh Wright. . 2010-07-09  [2011-03-06]. （原始内容存档于2011-01-28）.
13. ↑  . 2017-10-31  [2017-11-11]. （原始内容存档于2017-11-12）. “FaceTime 在沙特阿拉伯无法使用。”，“FaceTime 在阿拉伯联合酋长国无法使用。”
14. ↑  . 2017-10-31  [2017-11-11]. （原始内容存档于2017-11-12）. “FaceTime 音频”功能在中国不受支持。”
15. ↑  . 2014-02-08  [2017-11-11]. （原始内容存档于2017-11-12）.